# 钻叶龙胆
钻叶龙胆（学名：Gentiana haynaldii）为龙胆科龙胆属的植物，为中国的特有植物。分布在中国大陆的云南、四川、湖北、西藏、青海等地，生长于海拔2,100米至4,200米的地区，多生长在山坡草地、高山草甸和阴坡林下，目前尚未由人工引种栽培。